# 斯蒂芬·麥克勞克林
斯蒂芬·麥克勞克林（英語：Stephen McLaughlin；1990年6月14日—）是一位愛爾蘭足球運動員。在場上的位置是邊鋒。他現在效力於英乙球隊曼斯菲尔德城。他是自諾丁漢森林外借至紹森德的。